# Yolanda von Vianden
Yolanda von Vianden (* ca. 1231 auf Burg Vianden; † 17. Dezember 1283 in Marienthal) war Priorin des Klosters Marienthal. Sie wird als Selige verehrt.

## Leben
Yolanda wurde als Tochter des Grafen Heinrich I. und der Margarete von Courtenay auf Château de Vianden (Luxemburg) geboren. Als sie als Neunjährige ihre Tante, die Äbtissin von Salines besuchte, wollte sie bei ihr im Kloster bleiben. Auf Empfehlung Walther von Meisenburgs, des Priors der Dominikaner in Trier, wollte sie später in das Dominikanerkloster Marienthal eintreten. Die Eltern, die Yolanda mit Walram II. von Monschau verheiraten wollten, waren gegen Marienthal, da ihnen dieses nicht standesgemäß erschien. Daher sperrten sie Yolanda auf Burg Schönecken ein. Der Kampf in der Familie tobte mehrere Jahre lang, bis die Eltern sie schließlich 1248 nach Marienthal gehen ließen. Dort blieb sie 35 Jahre lang. Sie wurde Priorin, trieb den Ausbau des Klosters maßgeblich voran und ließ eine fünfschiffige Kirche mit 50 Meter Länge und 35 Meter Breite bauen. Als ihr Vater starb, trat ihre Mutter ebenfalls ins Kloster Marienthal ein.

## Nachleben
Nachdem das Kloster 1783 aufgehoben und 1823 die Steine als Baumaterial verwendet worden waren, barg der Historiker Auguste Neyen am 12. Dezember 1882 den Schädel Yolandas. Er brachte ihn nach Epenay, danach ging er an die Dominikanerinnen in Luxemburg und 1932 an die Weißen Väter, die 1890 Marienthal gekauft und restauriert hatten. 1974, nachdem die Weißen Väter Marienthal wieder verlassen hatten, kam die Reliquie nach Vianden. Ein 1996 gefertigtes Reliquiar befindet sich in der Trinitarierkirche Vianden. Vom Volk wurde Yolanda als Selige verehrt.
In dem gegen 1293 von dem Dominikaner Hermann von Veldenz geschriebenen Codex Mariendalensis, einer Pergamenthandschrift, die immer wieder als verschollen galt und am 6. November 1999 auf der Ansemburg von Guy Berg wiedergefunden wurde, wird in fast 6000 mittelhochdeutschen Reimpaarversen ihr Leben beschrieben.